# Герб Гродненской области
Герб Гродненской области (бел. Герб Гродзенскай вобласці) — официальный символ Гродненской области Беларуси. Утверждён указом Президента № 279 от 14 июня 2007. Представляет собой французский щит, в красном поле которого изображен золотой зубр. Герб венчает большая золотая городская корона. Щит обрамлен золотыми дубовыми ветками, перевитыми Андреевской лентой голубого цвета. В основу герба, был положен исторический герб Гродненской губернии, полученный в 1878 году по Указу российского императора Александра II.

## История
Герб Гродненской области создан на основе исторического герба Гродненской губернии, дизайнером И. В. Процко.

## Описание
Французский щит, в красном поле которого золотой зубр. Герб венчает большая золотая городская корона. Щит обрамлен золотыми дубовыми ветками, перевитыми Андреевской лентой голубого цвета.